# Blood: Uma história de sangue
Blood: Uma história de sangue (no original: Blood: A Tale) é uma minissérie de histórias em quadrinhos em quatro volumes, escrita por J. M. DeMatteis e ilustrada por Kent Williams.
A obra conta a história de um bebê que é encontrado boiando em um rio, e ao chegar à idade adulta, é deixado aos cuidados de um monastério para ser iniciado nos ensinamentos de Deus. Ao fazer uma descoberta sobre sua doutrina, decide partir pelo mundo em uma jornada de autoconhecimento, até encontrar uma tribo de vampiros, que, contra a sua vontade, o transformam em Blood, o vampiro.
Foi publicada originalmente pela Marvel Comics em 1987, através do selo Epic Comics, e mais tarde relançada pela Vertigo. No Brasil, a minissérie foi lançada entre 1990 e 1991 em quatro partes pela Editora Abril, e mais tarde, reeditada num volume único. Em 2018, ganhou uma republicação pela editora Pipoca & Nanquim.

## História
O enredo consiste na história de um rei moribundo que é visitado por um espírito incomum que passa a lhe relatar contos sobre a vida de um homem que teria sido deixado ao nascer abandonado em um rio. Após ser encontrado por duas mulheres, ele é encaminhado a um monastério para ser iniciado nos ensinamentos de Deus. 
Quando afiança que não é a mão divina que escreve os livros que regem sua doutrina, mas sim a de seu mentor e tutor, o rapaz se sente traído e decide ir embora, não sem antes assassinar o homem, em um acesso de raiva. Sem um rumo certo para percorrer, ele percorre o mundo em uma jornada de autoconhecimento, até se deparar com uma tribo de vampiros em uma floresta, que, contra a sua vontade, o transformam em um deles. Nesse dia, nasce Blood, o vampiro. 
Daí, o rapaz continua a sua viagem sem destino ao lado de uma das mulheres da tribo, que se incumbe de alimentá-lo até ele entender que necessita também do sangue de outros para sobreviver. Ambos travam uma jornada de muitas descobertas, que, ao final, transformará o vampiro para sempre.